# Greg Orman

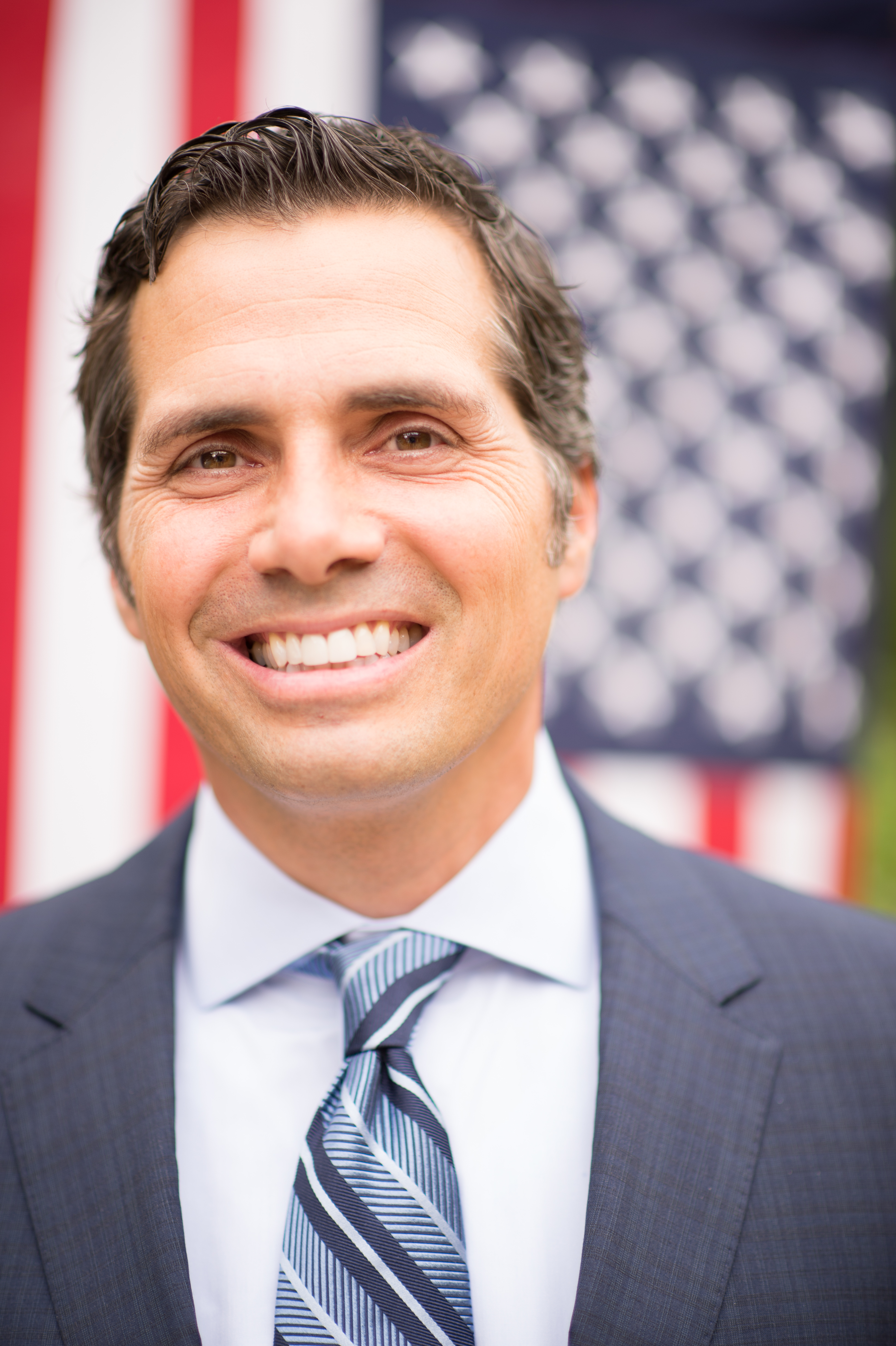
Greg Orman (2014)

Greg Orman (geboren am 2. Dezember 1968 in Mankato, Minnesota) ist ein amerikanischer Unternehmer und Politiker. Als parteiloser Kandidat bewarb er sich bei der Wahl im November 2014 mit Unterstützung der Demokratischen Partei, aber auch zahlreicher gemäßigter Republikaner für einen der beiden Sitze des Staates Kansas im Senat der Vereinigten Staaten. Ihm wurden im Wahlkampf gute Chancen eingeräumt, den republikanischen Mandatsinhaber Pat Roberts zu schlagen, Orman verlor schließlich aber doch mit deutlichem Abstand. 2018 bewirbt er sich als Gouverneur des Bundesstaats.

## Leben
Orman wuchs als eines von sechs Geschwistern in seiner Geburtsstadt Mankato, Minnesota, bei seiner Mutter Darlene Gates auf; seine Eltern ließen sich scheiden, als er drei Jahre alt war. Die Sommermonate verbrachte er als Jugendlicher zumeist in Stanley, Kansas, wo sein Vater ein Möbelgeschäft betrieb. Nach dem Besuch der Mankato East Senior High School studierte er von 1987 bis 1991 Wirtschaftswissenschaften an der Princeton University (AB 1991).
Von 1991 bis 1994 arbeitete er als Unternehmensberater für McKinsey & Company, gründete aber bereits 1992 das Unternehmen Environmental Lighting Concepts (ELC), das auf die Entwicklung energieeffizienter Beleuchtungsanlagen spezialisiert war. 1996 verkaufte er 70 % seiner Anteile an Kansas City Power & Light, in dem er zugleich einen Managerposten und schließlich die Unternehmensleitung übernahm. Unter seiner Führung verzehnfachte sich der Unternehmensumsatz auf fast eine 1 Milliarde Dollar. Seit 2004 ist er geschäftsführender Gesellschafter der von ihm mitgegründeten Kapitalbeteiligungsgesellschaft Denali Partners.
Orman ist verheiratet und lebt in Olathe.

## Politik
Orman war lange für die Republikanische Partei aktiv und unterstützte als Mitglied der republikanischen Campusgruppe seiner Universität (der Princeton College Republicans) den letztlich erfolgreichen Wahlkampf George H. W. Bushs bei der Präsidentschaftswahl 1988. Zwischenzeitlich war er gleichwohl als Demokrat registriert und spendete 2006 für den demokratischen Senator Harry Reid, aber auch für den republikanischen Abgeordneten im Repräsentantenhaus, Todd Akin. 2008 unterstützte er bei den Primaries zu den Präsidentschaftswahlen sowohl Hillary Clinton als auch Barack Obama und trat selbst bei der parteiinternen Auswahl der Demokraten für die Senatorenwahl 2008 an, zog seine Kandidatur aber noch vor der Vorwahl zurück. 2010 unterstützte er mit Scott Brown wiederum einen republikanischen Kandidaten, nach eigener Aussage, um Obamas Gesundheitsreform zu verhindern, und gab bei der Präsidentschaftswahl 2012 nach eigenen Angaben Mitt Romney seine Stimme.
2010 gründete er eine eigene politische Plattform, die „Common Sense Coalition“, die sich zwischen den beiden etablierten Parteien positionierte, um unzufriedene Wähler beider Lager anzuziehen. Für die Senatorenwahl 2014 brachte sie die nötigen 5.000 Unterschriften zusammen, die Orman für eine Kandidatur als parteiunabhängiger Kandidat benötigte. Die Demokraten zogen anschließend ihren eigenen Kandidaten Chad Taylor zurück und unterstützten von da an Ormans Wahlkampf. Mehrere Meinungsumfragen sahen ihn ab September 2014 überraschend vor seinem republikanischen Konkurrenten, dem Amtsinhaber Pat Roberts. Trotzdem verlor Orman am Wahltag deutlich mit etwa 43 zu 53 Prozent der Stimmen gegen den Mandatsinhaber.
Bei der Gouverneurswahl 2018 in Kansas trat Orman wiederum als Unabhängiger an. Die Wahl galt als offen, da der Trump-geneigte Republikaner Kris Kobach den amtierenden Gouverneur, seinen Parteikollegen Jeff Colyer, in der Vorwahl geschlagen hatte und somit Kobach, Orman und die Demokratin Laura Kelly gegeneinander antreten. Der Wahlkampfleiter Colyers wechselte Ende August 2018 in gleicher Funktion zu Ormans Kampagne. Bei der Wahl am 6. November 2018 errang Orman 6,5 % der Stimmen, während die Demokratin Kelly mit 47,8 % siegte. Für Kobach hatten sich derweil 43,3 % der Wähler ausgesprochen.

## Positionen
Orman beschreibt sich als „fiskalisch konservativ“ und „sozial tolerant“, steht also in wirtschafts- und finanzpolitischer Hinsicht eher den Republikanern nahe, während er in gesellschaftspolitischen Streitfragen wie dem Abtreibungs- und Waffenrecht eher zu gemäßigten, mithin demokratischen Positionen neigt.